# Nieuwe Teertuinen 17
Nieuwe Teertuinen 17 is een bouwwerk in Amsterdam-Centrum.
Het gebouw is gelegen aan de Nieuwe Teertuinen hoek Sloterdijkstraat. Het gebouw kijkt uit op de Sloterdijkerbrug en de Prinseneilandsgracht. Tot en met 1915 stonden hier pakhuizen, die in 1872 nog verbouwd zijn. De gemeente kwam in 1914 tot de conclusie, dat de buurt hier rond de Westelijke Eilanden een nieuwe school nodig had. De tot dan toe gebruikte dubbele school (nummer 122) aan de Houtmankade hoek Planciusstraat moest namelijk gesloopt worden vanwege verdubbeling van het spoor van de Spoorlijn Amsterdam - Rotterdam. Het terrein zou overgedragen worden aan het Rijk. De kosten van een nieuwe school en het asfalteren van de Sloterdijkstraat werden geschat op 95.500 gulden.  Er werd een school gebouwd voor gewoon lager onderwijs. In juni 1915 volgde de aanbesteding van het slopen van de gebouwen; krap een jaar later volgde de aanbesteding van de bouw van het schoolgebouw waarop een aannemer een bod deed van 87.600 gulden, inclusief heiwerkzaamheden. In november 1916 werd er opnieuw aanbesteed, de granitovloeren. Het schooljaar 1917/1918 vond plaats op het nieuwe adres, Nieuwe Teertuinen 17. De school kreeg als naam Bickersschool (naar het Bickerseiland) en vervolgens Planciusschool (toen een ander Planciusschool in de Tweede Breeuwerstraat al lang gesloten was). In 1977 kwam het eind in zicht voor een school hier. Er waren nog maar twee klassen over; deze konden volgens de gemeente prima ingepast worden in de Hudsonschool aan de Roggeveenstraat in de Zeeheldenbuurt aan de andere kant van de Zoutkeetsgracht. Later vestigden zich een kinderopvang en een bedrijvencentrum in het gebouw.
Het gebouw heeft dan wel adres Nieuwe Teertuinen, maar de grootste gevelwand strekt zich uit langs de Sloterdijkstraat, alwaar het een teruggetrokken rooilijn heeft. Het uitgespaarde gebied bood ruimte aan de schoolspeelplaats. Het hoofdgebouw heeft daarbij een opvallend rechtshoekig uiterlijk met weinig versieringen, alles is uitgezet in rechte lijnen. In schril contrast daarop heeft het bijgebouwtje een puntdak. De buitengevels bestaan over het overgrote deel uit baksteen met natuurstenen lagen in de borstwering. Een aparte vermelding verdient nog het gedeelte dat de hoofdingang heeft. Deze vertoont kenmerken van de Amsterdamse School met in de hoogte langgerekte raampartijen. Naast de toegangsdeur zijn aan beide zijden twee haast spleetvormige raampartijtjes. Vanaf een plint daarboven zijn er vier raampartijen, die bijna tot aan de daklijst lopen. Dit gebouw is verder versierd met een ijzeren sierwerk met daarop de tekst "Openbare school voor gewoon lager onderwijs" en "Planciusschool" (in afwijkende kleur). Rechts naast de toegangsdeur ijzeren sierwerk in dezelfde stijl met het jaartal "1916". De portiek is versierd met natuurstenen blokjes in het baksteen, een natuurstenen partij boven de toegang. De dubbele toegangsdeur kent bewerkt hout.

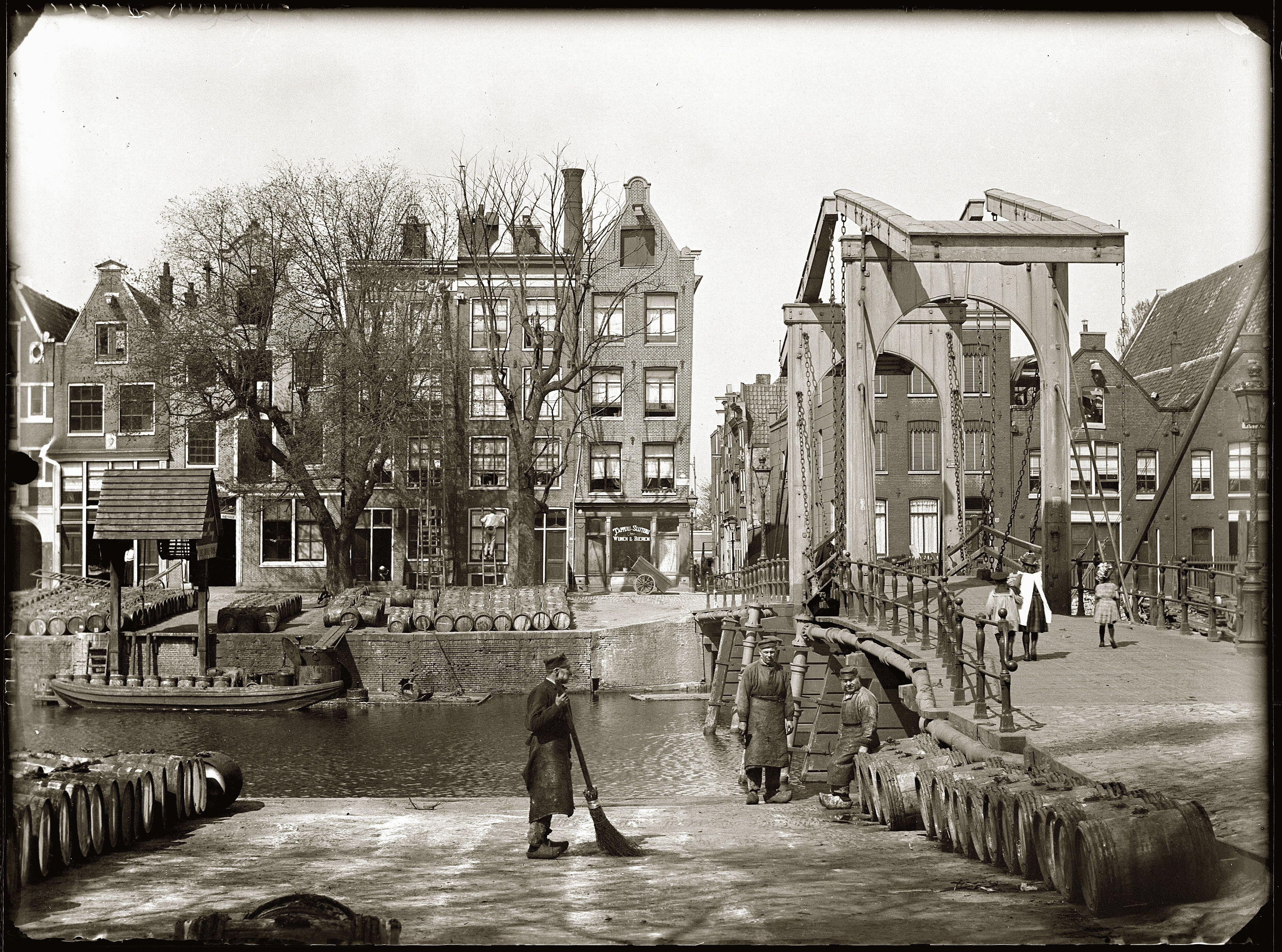
Jacob Olie legde de tot woningen omgebouwde pakhuizen achter de Sloterdijkerbrug vast (1890)
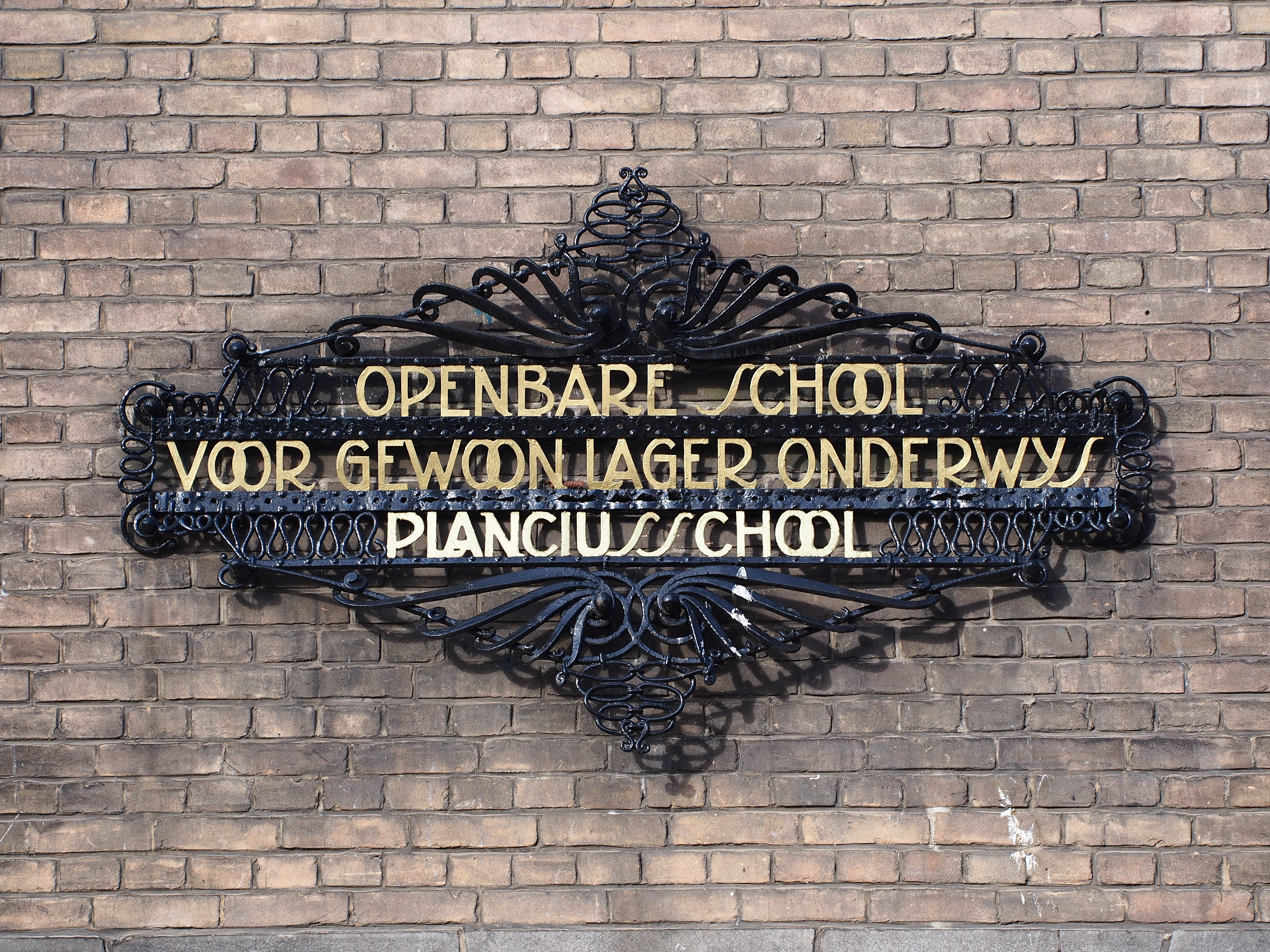
Sierwerk met naam (2017)